# 제11회 금마장
제11회 금마장의 시상식에 관한 내용이다. 1973년 10월 30일 타이완 타이페이에서 개최되었다.

## 수상 및 후보

### 작품상
- 인

### 감독상
- 정강 수상

### 남우주연상
- 양췬 수상

### 여우주연상
- 상관령봉 수상

### 남우조연상
- 왕우 수상

### 여우조연상
- 노연 수상